# Manuduktionspflicht
Die Manuduktionspflicht (lateinisch manus „Hand“ und ductus „Führung, Leitung“) ist eine gesetzlich angeordnete Informations-, Anleitungs-, Belehrungs- und Aufklärungspflicht eines „Betroffenen“ über seine Rechte.
Die Manuduktionspflicht kann öffentlich-rechtlichen wie privatrechtlichen Einrichtungen und darin tätigen Personen auferlegt sein, wobei der Begriff selbst in Österreich und Liechtenstein vor allem auf die Anleitungs- und Belehrungspflicht von Behörden, Gerichten und der Staatsanwaltschaft angewendet wird. In Deutschland ist dafür der Begriff der Hinweispflicht gebräuchlich.
Die Manuduktionspflicht korrespondiert immer mit dem Recht des Betroffenen auf Information und Transparenz und ergibt sich auch aus dem Grundsatz von Treu und Glauben. Die Verletzung der Manuduktionspflicht kann unter Umständen zur Mangelhaftigkeit des Gerichts- oder Behördenverfahrens führen.

## Zweck
Mit der Verpflichtung der Behörden und Gerichte sowie von Unternehmen zur Manuduktion soll dem von einer Maßnahme Betroffenen und in der Hierarchie Schwächeren die Möglichkeit gegeben werden, seine Position, Rechte und Pflichten zu erkennen und unter diesem Eindruck die Maßnahme oder Situation richtig einzuschätzen und zu reagieren. Sofern er dies will.

## Abgrenzung
Im Gegensatz zur Informationspflicht ist die Manuduktionspflicht weitaus umfangreicher und legt dem Verpflichteten mehr Verantwortung auf.

## Zivilrecht
Neben der allgemeinen Verpflichtung, das entsprechende Verfahren zu leiten, trifft den Verfahrensleiter (z. B. den Richter) auch die Verpflichtung, die rechtsunkundige Partei so anzuleiten, dass sie ihre Rechte auch tatsächlich wahrnehmen kann (siehe z. B. §§ 182 ff, 432 öZGB, § 182, 226 FL-ZGB).
Die Grenze der Manuduktionspflicht findet sich nach der Rechtsprechung, wo der Richter durch die (zu) umfassende Manuduktion einer Partei einen Vorteil vor der anderen Partei verschaffen würde. Auch anwaltlich vertretene Parteien bedürfen in der Regel weniger Information, Belehrung, Anleitung und Aufklärung, als unvertretene Parteien.

## Strafrecht
Alle in dem Strafverfahren tätigen Behörden (z. B. Kriminalpolizei, Staatsanwaltschaft, Gericht) haben gemäß §§ 3 und 6 öStPO und § 3 FL-StPO die Wahrheit zu erforschen und alle Tatsachen aufzuklären, die für die Beurteilung der Tat und des Beschuldigten von Bedeutung sind. Somit sind die zur Belastung und die zur Verteidigung des Beschuldigten dienenden Umstände mit gleicher Sorgfalt zu berücksichtigen und sie sind verpflichtet, den Beschuldigten auch, wo es nicht ausdrücklich vorgeschrieben ist, über seine Rechte, insbesondere das Recht zu Schweigen (siehe z. B. §§ 7 Abs. 2, 157 Abs. 1 öStPO, § 108 Abs. 1 FL-StPO, Art 8 des EMRK), zu informieren und zu belehren.
Ebenso sind Zeugen, insbesondere auch Angehörige, über ihre Wahrheitspflicht bei der Aussage und gleichzeitig über das Recht zu belehren, sich nicht selbst zu belasten und sie sind über ein möglicherweise bestehendes Zeugnisverweigerungsrecht / Auskunftsverweigerungsrecht zu informieren (siehe z. B. § 157 Abs. 1 öStPO, § 108 Abs. 1 FL-StPO)
Siehe auch: Richtlinie 2012/13/EU über das Recht auf Belehrung und Unterrichtung in Strafverfahren.

## Verwaltungsrecht
Behörden haben Personen die zur Vornahme ihrer Verfahrenshandlungen nötigen Anleitungen zu geben und sie in der Regel über die mit diesen Handlungen oder Unterlassungen unmittelbar verbundenen Rechtsfolgen zu belehren (siehe z. B. § 13a AVG, Art 69 Landesverwaltungspflegegesetz Liechtenstein).
Die Manuduktionspflicht gilt auch im Sozialversicherungsrecht (siehe z. B. § 27a öB-KUVG).
Bei anwaltlich vertretenen Personen ist die Manuduktionspflicht von Behörden stark eingeschränkt.

## Befangenheit
Die Manuduktionspflicht eines Richters ist weitgehend. Nimmt ein Richter die Manuduktionspflicht gegenüber den Parteien nicht wahr, kann dies einen Befangenheitsgrund darstellen (OLG Wien in 1 R 188/11s).

## Unternehmen
Unternehmen sind gegenüber ihren Kunden und teilweise auch den Mitarbeitern zur Bereitstellung von Informationen und zur Aufklärung (teilweise auch Belehrung) verpflichtet (siehe z. B. Konsumentenschutz, Datenschutz, EU-Chemikalienverordnung Verordnung (EG) Nr. 1907/2006 (REACH), und andere mehr).
Gegenüber den Mitarbeitern ergibt sich diese Verpflichtung aus der allgemeinen Fürsorgepflicht des Arbeitgebers.